# NGC 7806
NGC 7806 je spirální galaxie v souhvězdí Pegas. Její zdánlivá jasnost je 13,5m a úhlová velikost 1,1′ × 0,8′. Je vzdálená 221 milionů světelných let, průměr má 100 000 světelných let. Galaxie tvoří gravitačné vázaný pár s blízko galaxií NGC 7805, který je označený v katalozích Arp 112, KPG 602A či Holm 826A. Je členem skupiny galaxií LGG 1, skupiny galaxií okolo galaxie NGC 7831. Galaxii objevil 9. října 1790 William Herschel.